# PowerArchiver
PowerArchiver — комерційний архіватор для Microsoft Windows, розроблений в березні 1999 року Іваном Петровичем. У червні 2001 року Іван Петрович створив компанію ConeXware Inc яка паралельно продовжила розробку. Має вбудовану підтримку створення / вилучення безлічі різних типів архівів, у тому числі ZIP, 7z і Tar. Крім того, в ньому є можливість вилучення архівів RAR, ACE і багатьох інших. Строк дії оціночної версії програми складає 30 днів. При покупці персональної ліцензії надається доступ до всіх оновлень наступних версій програми, при бізнес-ліцензії — тільки двох наступних сталих випусків.
PowerArchiver вперше був випущений в березні 1999 року. У той час він позиціювався як безплатне програмне забезпечення і був написаний на Borland Delphi. У розряд shareware він почав ставитися з червня 2001 (з версії 7). Перша назва програми (до PowerArchiver) було EasyZip. Існує консольна версія програми та розширення для Microsoft Outlook. Інтерфейс PowerArchive перекладено на 15 мов.
Останні версії PowerArchiver повністю підтримують Windows 7 і використовують сертифікований Ribbon-інтерфейс, подібний до інтерфейсу Microsoft Office 2010.
Застосунок поставляється в трьох версіях:
- PowerArchiver Standard[1].
- PowerArchiver Professional[2]. Включає всі можливості Standard, а також планувальник, створення образів дисків, розширення Outlook, роботу в командному рядку.
- PowerArchiver Toolbox[3]. Включає всі можливості Professional, а також запис дисків, FTP клієнт і річну ліцензію на BitDefender Internet Security.

## Основні функції
- Створення і монтування ISO файлів
- Вікно попереднього перегляду вмісту архіву
- Запис CD / DVD / Blu-ray
- Повна підтримка Windows 7
- Вбудований FTP клієнт
- Передовий модуль архівування
- Розширений планувальник завдань
- Стиснення 7-Zip
- Швидке вилучення RAR архівів
- Зворотна сумісність зі старими форматами архівів